# 蔵王温泉 (山形市)
蔵王温泉（ざおうおんせん）は、山形県山形市南東部に存在する地名。蔵王地区の東南端、蔵王連峰の西麓に位置し、蔵王温泉を有する東日本有数の温泉地である。全域で住居表示未実施。

## 人口と世帯
2015年（平成27年）6月30日現在の世帯数と人口は以下の通りである。
| 丁目     | 世帯数  | 人口  |
| -------- | ------- | ----- |
| 蔵王温泉 | 308世帯 | 509人 |

## 地理
山形市の東南に位置し、市内中心部からは約15kmの距離がある。西は蔵王堀田、南は上山市に接し、東には蔵王連峰の山々（五郎岳、三宝荒神山、地蔵山）、北には瀧山がそびえる。
中心となるのは蔵王温泉街を中心とした集落であり、蔵王温泉スキー場が隣接していることもあり、100軒を越える宿泊施設および観光客をターゲットにした飲食店が急勾配の中に立ち並ぶ。温泉街に沿って酢川が流れ、川沿いに「蔵王温泉大露天風呂」が存在するほか、共同浴場3ヶ所（上湯、下湯、川原湯）、日帰り入浴施設が3軒立地する。

## 歴史
「蔵王温泉」を参照

## 交通
- 鉄道路線は存在しないが、複数のロープウェイが登山客やスキー客の輸送のため運営されている。
- バス路線では山交バスが中心街からのバスを運行しており、温泉街入り口に近いバスターミナルを中心に発着している。

## 施設
- 蔵王温泉
- 蔵王温泉スキー場
- ヒュッテ・ヤレン - 旧白洲次郎山荘
- 山形酒のミュージアム
- 山形市蔵王体育館
- 山形市立蔵王第三小学校、山形市立蔵王第二中学校…2校が併設されている。